# Adolf Erbslöh
Adolf Erbslöh (New York, 27 maggio 1881 – Irschenhausen, 2 maggio 1947) è stato un pittore tedesco.
Nel 1909 fece la sua prima mostra personale presso il Kunstverein di Barmen. Nello stesso anno fondò con Wassily Kandinsky, Alexej von Jawlensky, Gabriele Münter, Marianne von Werefkin, Alexander Kanoldt, Wladimir von Bechtejeff, Karl Hofer e Alfred Kubin la Neue Künstlervereinigung München (NKVM), precursore del movimento artistico Der Blaue Reiter.